# 清涼寺 (常州市)
清涼寺（せいりょうじ）は、中華人民共和国江蘇省常州市天寧区茶山街道清涼路14号にある仏教寺院。

## 歴史
北宋の治平元年（1064年）、枢密副使の胡宿により創建された。当時は報恩感慈禅院と称した。南宋の淳祐8年（1248年）、常州知州の李迪に胡文恭公祠を増築した。元末の兵火により焼失している。明の永楽元年（1403年）に現在地に移築。景泰5年（1454年）、礼部尚書の胡瀅は寺院を端明寺に改名してください。清の咸豊10年（1860年）、太平天国の乱の火難で、寺は全焼した。光緒20年（1894年）から光緒30年（1904年）まで静波禅師が主宰して清涼寺を再建し復名した。1958年以降、寺院は工場や学校に占拠され破壊された。1982年3月、江蘇省人民政府は清涼寺を文物保護単位に認定した。1984年に仏寺の用途を回復。

## 伽藍
山門（天王殿）、大雄宝殿遺址、大悲閣、海鏡堂、蔵経楼、禅堂、法堂